# Superpohár AFC
Superpohár AFC (anglicky: Asian Super Cup) byla každoroční dvouzápasová soutěž, která se odehrávala vždy na začátku sezony a účastnil se jí vítěz Asijského mistrovství klubů a Poháru vítězů pohárů AFC ze sezony předcházející. Soutěž vznikla v roce 1995, zrušena byla v roce 2002. O ocenění se hrálo systémem doma/venku na dvě utkání.

## Jednotlivé finále
Legenda
- AMK – vítěz Asijského mistrovství klubů
- PVP – vítěz Poháru vítězů pohárů AFC

Zdroj: 
| Sezóna           | Vítěz                         | Skóre          | Finalista                  |
| ---------------- | ----------------------------- | -------------- | -------------------------- |
| 1995 Podrobnosti | Yokohama Flügels (PVP)        | 1:1            | Thai Farmers Bank FC (AMK) |
| 1995 Podrobnosti | Yokohama Flügels (PVP)        | 3:2            | Thai Farmers Bank FC (AMK) |
| 1996 Podrobnosti | Cheonan Ilhwa Chunma (AMK)    | 5:3            | Shonan Bellmare (PVP)      |
| 1996 Podrobnosti | Cheonan Ilhwa Chunma (AMK)    | 1:0            | Shonan Bellmare (PVP)      |
| 1997 Podrobnosti | Al Hilal FC (PVP)             | 1:0            | Pohang Steelers (AMK)      |
| 1997 Podrobnosti | Al Hilal FC (PVP)             | 1:1            | Pohang Steelers (AMK)      |
| 1998 Podrobnosti | An-Nassr FC (PVP)             | 1:1            | Pohang Steelers (AMK)      |
| 1998 Podrobnosti | An-Nassr FC (PVP)             | 0:0 (v)        | Pohang Steelers (AMK)      |
| 1999 Podrobnosti | Júbilo Iwata (AMK)            | 1:0            | Al Ittihad FC (PVP)        |
| 1999 Podrobnosti | Júbilo Iwata (AMK)            | 1:2 (v)        | Al Ittihad FC (PVP)        |
| 2000 Podrobnosti | Al Hilal FC (AMK)             | 2:1            | Shimizu S-Pulse (PVP)      |
| 2000 Podrobnosti | Al Hilal FC (AMK)             | 1:1            | Shimizu S-Pulse (PVP)      |
| 2001 Podrobnosti | Suwon Samsung Bluewings (AMK) | 2:2            | Ash-Shabab FC (PVP)        |
| 2001 Podrobnosti | Suwon Samsung Bluewings (AMK) | 2:1            | Ash-Shabab FC (PVP)        |
| 2002 Podrobnosti | Suwon Samsung Bluewings (AMK) | 1:0            | Al Hilal FC (PVP)          |
| 2002 Podrobnosti | Suwon Samsung Bluewings (AMK) | 0:1 (4:2 pen.) | Al Hilal FC (PVP)          |

## Kluby podle počtu účastí ve finále
Zdroj: 
| Klub                    | Vítězství | První finálové vítězství | Poslední finálové vítězství | Finalista | Poslední finálová prohra | Celková finálová účast |
| ----------------------- | --------- | ------------------------ | --------------------------- | --------- | ------------------------ | ---------------------- |
| Al Hilal FC             | 2         | 1997                     | 2000                        | 1         | 2002                     | 3                      |
| Suwon Samsung Bluewings | 2         | 2001                     | 2002                        | 0         | –                        | 2                      |
| Yokohama Flügels        | 1         | 1995                     | 1995                        | 0         | –                        | 1                      |
| Cheonan Ilhwa Chunma    | 1         | 1996                     | 1996                        | 0         | –                        | 1                      |
| An-Nassr FC             | 1         | 1998                     | 1998                        | 0         | –                        | 1                      |
| Júbilo Iwata            | 1         | 1999                     | 1999                        | 0         | –                        | 1                      |
| Pohang Steelers         | 0         |                          |                             | 2         | 1998                     | 2                      |
| Thai Farmers Bank FC    | 0         |                          |                             | 1         | 1995                     | 1                      |
| Shonan Bellmare         | 0         |                          |                             | 1         | 1996                     | 1                      |
| Al Ittihad FC           | 0         |                          |                             | 1         | 1999                     | 1                      |
| Shimizu S-Pulse         | 0         |                          |                             | 1         | 2000                     | 1                      |
| Ash-Shabab FC           | 0         |                          |                             | 1         | 2001                     | 1                      |

## Federace podle počtu účastí ve finále
Zdroj: 
| Federace       | Vítězství | První finálové vítězství | Poslední finálové vítězství | Finalista | Poslední finálová prohra | Celková finálová účast |
| -------------- | --------- | ------------------------ | --------------------------- | --------- | ------------------------ | ---------------------- |
| Saúdská Arábie | 3         | 1997                     | 2000                        | 3         | 2002                     | 6                      |
| Jižní Korea    | 3         | 1996                     | 2002                        | 2         | 1998                     | 5                      |
| Japonsko       | 2         | 1995                     | 1999                        | 2         | 2000                     | 4                      |
| Thajsko        | 0         |                          |                             | 1         | 1995                     | 1                      |